# غاريث جونز (صحفي)
غاريث ريتشارد فوغان جونز (13 أغسطس 1905 - 12 أغسطس 1935) كان صحفيا ويلزيا أبلغ لأول مرة في مارس 1933 في العالم الغربي دون لبس وباسمه الخاص عن وجود المجاعة السوفيتية في الفترة من 1930 إلى 1933 بما في ذلك المجاعة الكبرى.
أبلغ جونز مجهول الهوية في صحيفة التايمز في عام 1931 عن المجاعة في أوكرانيا السوفيتية وجنوب روسيا وبعد زيارته الثالثة للاتحاد السوفيتي أصدر بيانا صحفيا باسمه في برلين في 29 مارس 1933 يصف المجاعة المنتشرة بالتفصيل. ظهرت تقارير مالكولم موغيريدج الذي كتب في عام 1933 كمراسل مجهول في نفس الوقت في صحيفة مانشستر غارديان نُشرت أول مقالة مجهولة المصدر له تحدد المجاعة في الاتحاد السوفيتي في 25 مارس 1933.
بعد منعه من العودة إلى الاتحاد السوفيتي اختطف جونز وقُتل في عام 1935 أثناء التحقيق في منغوليا الداخلية المحتلة من قبل اليابان ويشتبه البعض في أن جريمة قتله ارتكبتها الشرطة السرية السوفيتية، المفوضية الشعبية للشؤون الداخلية. عند وفاته قال رئيس الوزراء البريطاني السابق ديفيد لويد جورج: "كان لديه شغف بمعرفة ما يحدث في الأراضي الأجنبية أينما كانت هناك مشكلة وفي متابعة تحقيقاته لم يتردد في المخاطرة. ... لم يفلت شيء من مراقبته ولم يسمح لأي عقبة بالتحول عن مساره عندما اعتقد أن هناك بعض الحقائق والتي يمكنه الحصول عليها. كان لديه موهبة لا تفشل تقريبا في الوصول إلى الأشياء المهمة".

## النشأة والتعليم
ولد جونز في باري بجلامورجان وتلقى تعليمه في مدرسة مقاطعة باري حيث كان والده الرائد إدغار جونز مديرا حتى عام 1933 تقريبا. عملت والدته آني جوين جونز في أوكرانيا كمعلمة لأطفال آرثر هيوز نجل رجل الصناعة الويلزي جون هيوز الذي أسس مدينة هيوجيسوفكا (دونيتسك حاليا) في شرق أوكرانيا.
تخرج جونز من كلية ويلز الجامعية بأبيريستويث عام 1926 بدرجة الشرف من الدرجة الأولى في اللغة الفرنسية. كما درس في جامعة ستراسبورغ وفي كلية ترينيتي بكامبريدج حيث تخرج منها عام 1929 بدرجة أولى أخرى في الفرنسية والألمانية والروسية. بعد وفاته كتب أحد معلميه هيو فريزر ستيوارت في صحيفة التايمز أن جونز كان "لغويا غير عادي". في كامبريدج كان نشطا في عصبة اتحاد الأمم بجامعة كامبريدج حيث عمل كمساعد أمين لها.

## المسيرة المهنية

### التدريس؛ مستشار لويد جورج
بعد تخرجه قام جونز بتدريس اللغات لفترة وجيزة في كامبريدج ثم في يناير 1930 تم تعيينه كمستشار للشؤون الخارجية لعضو البرلمان البريطاني ورئيس الوزراء السابق ديفيد لويد جورج وذلك بفضل مقدمة من توماس جونز. تضمن المنصب إعداد الملاحظات والإحاطات التي يمكن أن يستخدمها لويد جورج في المناقشات والمقالات والخطب كما تضمن أيضا بعض السفر إلى الخارج.

### الصحافة
في عام 1929 أصبح جونز مراسلا مستقلا محترفا وبحلول عام 1930 كان يقدم مقالات لمجموعة متنوعة من الصحف والمجلات.

#### ألمانيا
في أواخر يناير وأوائل فبراير 1933 كان جونز في ألمانيا لتغطية تولي الحزب النازي السلطة وكان في لايبزيج في اليوم الذي تم فيه تعيين أدولف هتلر مستشارا. بعد بضعة أيام في 23 فبراير في ريشتهوفن "أسرع وأقوى طائرة ثلاثية المحركات في ألمانيا" أصبح جونز أحد أوائل الصحفيين الأجانب الذين سافروا مع هتلر حيث رافق هتلر وجوزيف جوبلز إلى فرانكفورت حيث أبلغ لصحيفة ويسترن ميل عن التصفيق الصاخب للمستشار الجديد في تلك المدينة. كتب في صحيفة ويسترن ميل الويلزية أنه إذا تحطمت ريشتهوفن فإن تاريخ أوروبا كان ليتغير.

#### الاتحاد السوفيتي
بحلول عام 1932 كان جونز قد زار الاتحاد السوفيتي مرتين لمدة ثلاثة أسابيع في صيف عام 1930 ولمدة شهر في صيف عام 1931. وقد أبلغ عن نتائج كل رحلة في صحافته المنشورة بما في ذلك ثلاث مقالات بعنوان "روسيان" نشرها مجهولا في صحيفة التايمز عام 1930 وثلاث مقالات صريحة بشكل متزايد مجهولة أيضا بعنوان "روسيا الحقيقية" في صحيفة التايمز في أكتوبر 1931 والتي أفادت بتجويع الفلاحين في أوكرانيا السوفيتية وجنوب روسيا.
في مارس 1933 زار الاتحاد السوفيتي للمرة الثالثة والأخيرة وفي 10 مارس تمكن من السفر إلى جمهورية أوكرانيا الاشتراكية السوفيتية بسبب دعوة من أوسكار إهرت نائب القنصل في القنصلية الألمانية في خاركوف. كان ابن نائب القنصل أدولف إهرت من أبرز دعاة الدعاية النازية وأصبح رئيسا لوكالة غوبلز المناهضة للكومنترن. نزل جونز من القطار قبل 40 ميلا من وجهته المعلنة وسار عبر الحدود من جمهورية روسيا الاشتراكية السوفيتية. أثناء سيره احتفظ بمذكرات عن المجاعة التي صنعها الإنسان والتي شهدها. عند عودته إلى برلين في 29 مارس أصدر بيانه الصحفي الذي نشرته العديد من الصحف بما في ذلك صحيفة مانشستر جارديان وصحيفة نيويورك بوست المسائية:
مشيت عبر القرى واثنتي عشرة مزرعة جماعية. في كل مكان كان الصراخ "لا يوجد خبز. نحن نموت". "لقد جاءت هذه الصرخة من كل مكان في روسيا من نهر الفولجا وسيبيريا وروسيا البيضاء وشمال القوقاز وآسيا الوسطى. لقد تجولت في منطقة الأرض السوداء لأنها كانت ذات يوم أغنى الأراضي الزراعية في روسيا ولأن المراسلين مُنعوا من الذهاب إلى هناك لرؤية ما يحدث بأنفسهم.
في القطار أنكر لي شيوعي أن هناك مجاعة. ألقيت كسرة خبز كنت أتناولها من مخزوني الخاص في البصق. انتشلها أحد الفلاحين من الركاب وأكلها بشراهة. ألقيت قشر برتقالة في البصق فأمسك بها الفلاح مرة أخرى وأكلها. هدأ الشيوعي. مكثت طوال الليل في قرية كان بها مائتي ثور والآن يوجد بها ستة ثيران. كان الفلاحون يأكلون علف الماشية ولم يتبق لديهم سوى شهر واحد. أخبروني أن العديد منهم ماتوا بالفعل من الجوع. جاء جنديان لإلقاء القبض على لص. لقد حذروني من السفر ليلا حيث كان هناك الكثير من الرجال اليائسين "الجياع".
"نحن ننتظر الموت" كان ترحيبي ولكن انظر لا يزال لدينا علف ماشيتنا. اذهب إلى الجنوب. ليس لديهم شيء هناك. العديد من المنازل خالية من الناس الذين ماتوا بالفعل" صاحوا.
استنكر الصحفي الأمريكي المقيم في موسكو والتر دورانتي هذا التقرير والذي كان يحجب الحقيقة من أجل إرضاء النظام السوفيتي الدكتاتوري. في 31 مارس نشرت صحيفة نيويورك تايمز نفيا لبيان جونز من قبل دورانتي تحت عنوان "الروس جائعون لكنهم ليسوا جائعين". ووصف دورانتي تقرير جونز بأنه "قصة مخيفة للغاية".
كتب المؤرخ تيموثي سنايدر أن "ادعاء دورانتي بأنه لم يكن هناك" مجاعة حقيقية "ولكن فقط" وفيات واسعة النطاق بسبب الأمراض الناجمة عن سوء التغذية "يعكس الاستخدامات السوفيتية ويدفع التعبير الملطف إلى الكذب. كان هذا تمييزا أورويليا والواقع أن جورج أورويل نفسه اعتبر المجاعة الأوكرانية عام 1933 مثالا مركزيا للحقيقة السوداء التي غطاها فنانو اللغة بألوان زاهية".
في مقال دورانتي أنكرت مصادر الكرملين وجود مجاعة وكان جزء من عنوان صحيفة نيويورك تايمز: "المراقبون الروس والأجانب في البلاد لا يرون أي أساس لتوقعات الكارثة".
في الحادي عشر من أبريل 1933 نشر جونز تحليلا مفصلا للمجاعة في فاينانشال نيوز مشيرا إلى أسبابها الرئيسية: التجميع القسري للمزارع الخاصة وإزالة 6-7 ملايين من "أفضل العمال" (الكولاك) من أراضيهم والمصادرة القسرية للحبوب والحيوانات الزراعية وزيادة "تصدير المواد الغذائية" من الاتحاد السوفيتي.
ما هي أسباب المجاعة؟ السبب الرئيسي للكارثة في الزراعة الروسية هو سياسة التجميع السوفيتية. لقد تحققت نبوءة بول شيفر في عامي 1929-1930 بأن التجميع الزراعي سيكون عدوا للشيوعية تماما.
— جاريث جونز، الميزانية العمومية للخطة الخمسية، الأخبار المالية، 11 أبريل 1933
في 13 مايو نشرت صحيفة نيويورك تايمز دحضا قويا لدورانتي من جونز الذي تمسك بتقريره:
تم جمع أول دليل لي من المراقبين الأجانب. نظرا لأن السيد دورانتي أدخل القناصل في المناقشة وهو أمر أكره القيام به لأنهم ممثلون رسميون لبلدانهم ولا ينبغي الاستشهاد بهم اسمحوا لي أن أقول إنني ناقشت الوضع الروسي مع ما بين عشرين وثلاثين قنصلا وممثلا دبلوماسيا من دول مختلفة وأن أدلتهم دعمت وجهة نظري. لكن لا يُسمح لهم بالتعبير عن آرائهم في الصحافة وبالتالي يظلون صامتين.
من ناحية أخرى يُسمح للصحفيين بالكتابة لكن الرقابة حولتهم إلى أساتذة في التعبير الملطف والتقليل من شأن الأمور. ومن ثم يطلقون على "المجاعة" الاسم المهذب "نقص الغذاء" و"الموت جوعًا" يتم تخفيفه ليقرأ على أنه "الوفيات على نطاق واسع بسبب الأمراض الناجمة عن سوء التغذية". القناصل ليسوا متحفظين في المحادثات الخاصة.
في رسالة شخصية من مفوض الخارجية السوفيتي مكسيم ليتفينوف (الذي أجرى جونز مقابلة معه أثناء وجوده في موسكو) إلى لويد جورج أُبلغ جونز بأنه ممنوع من زيارة الاتحاد السوفيتي مرة أخرى. بعد مقالاته عن أوكرانيا لم يتمكن جونز من الحصول على العمل إلا في كارديف في صحيفة ويسترن ميل التي تغطي "الفنون والحرف اليدوية والقوارب الشراعية" وفقا لابن أخيه الأكبر نايجل لينسان كولي. لكنه تمكن من الحصول على مقابلة مع مالك قلعة سانت دونات القريبة قطب الصحافة الأمريكي ويليام راندولف هيرست. نشر هيرست رواية جونز لما حدث في أوكرانيا - كما فعل لشهادة شاهد عيان متطابقة تقريبا للشيوعي الأمريكي المحبط فريد بيل - ورتب محاضرة وجولة إذاعية في الولايات المتحدة الأمريكية.

#### اليابان والصين
بعد أن مُنع جونز من دخول الاتحاد السوفيتي حول انتباهه إلى الشرق الأقصى وفي أواخر عام 1934 غادر بريطانيا في "جولة حول العالم لتقصي الحقائق". أمضى حوالي ستة أسابيع في اليابان حيث أجرى مقابلات مع جنرالات وسياسيين مهمين وفي النهاية وصل إلى بكين. ومن هنا سافر إلى منغوليا الداخلية حيث حصل على مقابلة مع زعيم استقلال منغوليا الداخلية ديمتشوجدونجروب (الأمير دي). واصل رحلته إلى دولونور بالقرب من حدود مانشوكو المحتلة من قبل اليابان برفقة الصحفي الألماني هربرت مولر. بعد احتجازهما من قبل القوات اليابانية هناك قيل للثنائي أن هناك ثلاثة طرق للعودة إلى مدينة كالجان الصينية واحد منها فقط آمن.

## الاختطاف والموت
تم القبض على جونز ومولر لاحقا من قبل قطاع الطرق الذين طالبوا بفدية قدرها 200 سلاح ناري من طراز ماوزر و100000 دولار صيني (وفقا لصحيفة التايمز أي ما يعادل حوالي 8000 جنيه إسترليني). تم إطلاق سراح مولر بعد يومين لترتيب دفع الفدية. في 1 أغسطس تلقى والد جونز برقية: "معاملة جيدة. نتوقع الإفراج قريبا". في 5 أغسطس ذكرت صحيفة التايمز أن الخاطفين نقلوا جونز إلى منطقة تبعد 10 أميال (16 كيلومترا) جنوب شرق كويوان ويطلبون الآن 10000 دولار صيني (حوالي 800 جنيه إسترليني) وبعد يومين تم نقله مرة أخرى هذه المرة إلى جيهول. في 8 أغسطس وردت الأخبار بأن المجموعة الأولى من الخاطفين سلمته إلى مجموعة ثانية وزادت الفدية إلى 100000 دولار صيني مرة أخرى. بذلت الحكومتان الصينية واليابانية جهودا للاتصال بالخاطفين.
في 17 أغسطس 1935 ذكرت صحيفة التايمز أن السلطات الصينية عثرت على جثة جونز في اليوم السابق بثلاث رصاصات. اعتقدت السلطات أنه قُتل في 12 أغسطس أي قبل يوم واحد من عيد ميلاده الثلاثين. هناك شكوك بين البعض بأن اغتياله كان من تدبير جهاز الأمن السوفيتي انتقاما للإحراج الذي تسبب فيه للنظام السوفيتي. يشير آخرون مثل كاتبة سيرته الذاتية الرسمية مارغريت سيريول كولي إلى تورط اليابان. قال لويد جورج:
إن هذا الجزء من العالم عبارة عن مرجل من المؤامرات المتضاربة وربما كان أحد أو أكثر من أصحاب المصالح المعنيين يعلم أن السيد جاريث جونز يعرف الكثير عما يجري. كان لديه شغف بمعرفة ما يحدث في الأراضي الأجنبية أينما كانت هناك مشكلة وفي متابعة تحقيقاته لم يتردد في المخاطرة. كنت دائما خائفا من أن يخاطر كثيرا. لم يفلت شيء من ملاحظته ولم يسمح لأي عقبة بالتحول عن مساره عندما اعتقد أن هناك بعض الحقائق التي يمكنه الحصول عليها. كان لديه موهبة لا تفشل تقريبا في الوصول إلى الأشياء المهمة.

## الإرث

### النصب التذكاري
في 2 مايو 2006 تم الكشف عن لوحة ثلاثية اللغات (الإنجليزية / الويلزية / الأوكرانية) في ذكرى جونز في أولد كوليدج بجامعة أبيريستويث بحضور ابنة أخته مارغريت سيريول كولي والسفير الأوكراني في المملكة المتحدة إيغور خارتشينكو الذي وصفه بأنه "بطل مجهول لأوكرانيا". تم توفير فكرة اللوحة والتمويل من قبل جمعية الحريات المدنية الأوكرانية الكندية بالتعاون مع جمعية الأوكرانيين في بريطانيا العظمى. تحدث الدكتور لوبومير لوسيوك مدير الأبحاث في جامعة كاليفورنيا في لوس أنجلوس في حفل الكشف.
في نوفمبر 2008 مُنح جونز والصحفي مالكولم موغيريدج وسام الاستحقاق الأوكراني بعد وفاتهما في حفل أقيم في قاعة وستمنستر المركزية من قبل الدكتور خارتشينكو نيابة عن الرئيس الأوكراني فيكتور يوشينكو لخدمتهما الاستثنائية للبلاد وشعبها.
تم الكشف عن لوحة أخرى تكريما للسيد جونز في كنيسة مقبرة ميرثير ديفان في باري بويلز (30 أكتوبر 2022) بدعم من مؤسسة تيميرتي واتحاد أبحاث وتعليم هولودومور ومؤسسة الحريات المدنية الأوكرانية الكندية. تم وضع لوحة أخيرة تكريما للسيد جونز في المكتبة الوطنية الأوكرانية في كييف في 4 أكتوبر 2023.

### المذكرات
في نوفمبر 2009 عُرضت مذكرات جونز التي سجلت المجاعة السوفيتية العظمى في الفترة 1932-1933 والتي وصفها بأنها من صنع الإنسان لأول مرة في مكتبة رين في كلية ترينيتي بكامبريدج.
بفضل دعم مؤسسة تيميرتي والرابطة الوطنية الأوكرانية للنساء في أمريكا ومؤسسة الحريات المدنية الأوكرانية الكندية تم رقمنة معظم أوراق جاريث جونز بما في ذلك جميع مذكراته ثم تم توفير نسخ منها على الإنترنت للعلماء والطلاب في جميع أنحاء العالم. يمكن الوصول إلى أوراق جاريث جونز على https://www.llyfrgell.cymru/archifwleidyddolgymreig/gareth-vaughan-jones

### التصوير في الأفلام
فيلم المعيشة الأوكراني للمخرج سيرهي بوكوفسكي لعام 2008 هو فيلم وثائقي عن المجاعة العظمى في الفترة 1932-1933 ومحاولات جونز لكشفها. عُرض الفيلم لأول مرة في 21 نوفمبر 2008 في دار سينما كييف. عُرض في فبراير 2009 في سوق الفيلم الأوروبي وفي ربيع 2009 في مهرجان الفيلم الأوكراني في كولونيا وفي نوفمبر 2009 في مهرجان كامبريدج السنوي الثاني للفيلم الأوكراني. حصل الفيلم على جائزة لجنة التحكيم الخاصة المشمش الفضي لعام 2009 في مسابقة الأفلام الوثائقية الدولية في مهرجان المشمش الذهبي السينمائي الدولي السادس في يوليو 2009 والجائزة الكبرى لجنيف لعام 2009 في سبتمبر 2009.
في عام 2012 تم بث الفيلم الوثائقي هتلر وستالين والسيد جونز من إخراج جورج كاري على سلسلة بي بي سي ستوريفيل. عُرض لاحقا في دور سينما مختارة.
يركز الفيلم الروائي الطويل لعام 2019 السيد جونز بطولة جيمس نورتون وإخراج أجنيسكا هولاند على جونز وتحقيقاته وتقاريره عن المجاعة الأوكرانية في مواجهة المعارضة السياسية والصحفية. في يناير 2019 تم اختياره للتنافس على جائزة الدب الذهبي في مهرجان برلين السينمائي الدولي التاسع والستين. فاز الفيلم بجائزة الأسد الذهبي الكبرى في مهرجان جدينيا السينمائي الرابع والأربعين في سبتمبر 2019.

## إحياء الذكرى
توجد في مدن دنيبرو وكييف وخاركوف وكريمنشوك شارع جاريث جونز. يوجد حارة جاريث جونز في مدينتي دنيبرو وكروبيفنيتسكي.